# Замок Чобан-Куле
Замок Чобан-Куле (крим. Çoban Qule) — оборонна фортифікаційна споруда, що існувала на мисі Чобан-Куле (Агіра) над Чорним морем поблизу села Морське (Капсихор) в другій половині XV століття.

## Історія
Наприкінці 1450 років генуезець Антоніо ді Гуаско заснував поселення Тассілі, яке стало центром однойменної сеньйорії. Під приводом захисту від нападів турецьких піратів, ді Гуаско приблизно в 1460 році почав будувати замок. Вважається, що в будівництві замку брав участь професійний інженер — фортифікатор Антоніо де Боніно, який прибув з Генуї для інспекції місцевих укріплень. Проте до кінця замок так і не був добудований. 1475 року був захоплений турками, як і всі генуезькі володіння в Криму.

## Опис замку
Замок Чобан-Куле знаходиться на мисі Агіра, за п'ять кілометрів на захід від села Морського. Укріплення складалось з власне замку — башти-донжону та оборонних стін з кутовими баштами та нижнього двору, що прилягав до замку з південно-східної сторони. Кутові башти мали бійниці з можливістю обстрілу вздовж стін. Зараз від донжону залишились цокольний, перший і, частково, другий поверхи. Тепер висота стін башти досягає 8-9 м, товщина — до 3 м. На першому поверсі башти збереглися камін, амбразура з камерою, відкос входу в башту. В цоколі знаходився басейн для води. З заходу, півночі і сходу доступ до башти прикривала оборонна стіна протяжністю 230 метрів. В цілому замок виглядає як квадратне в плані укріплення з чотирма баштами по кутам і масивним донжоном в центрі замкового подвір'я.

## Галерея

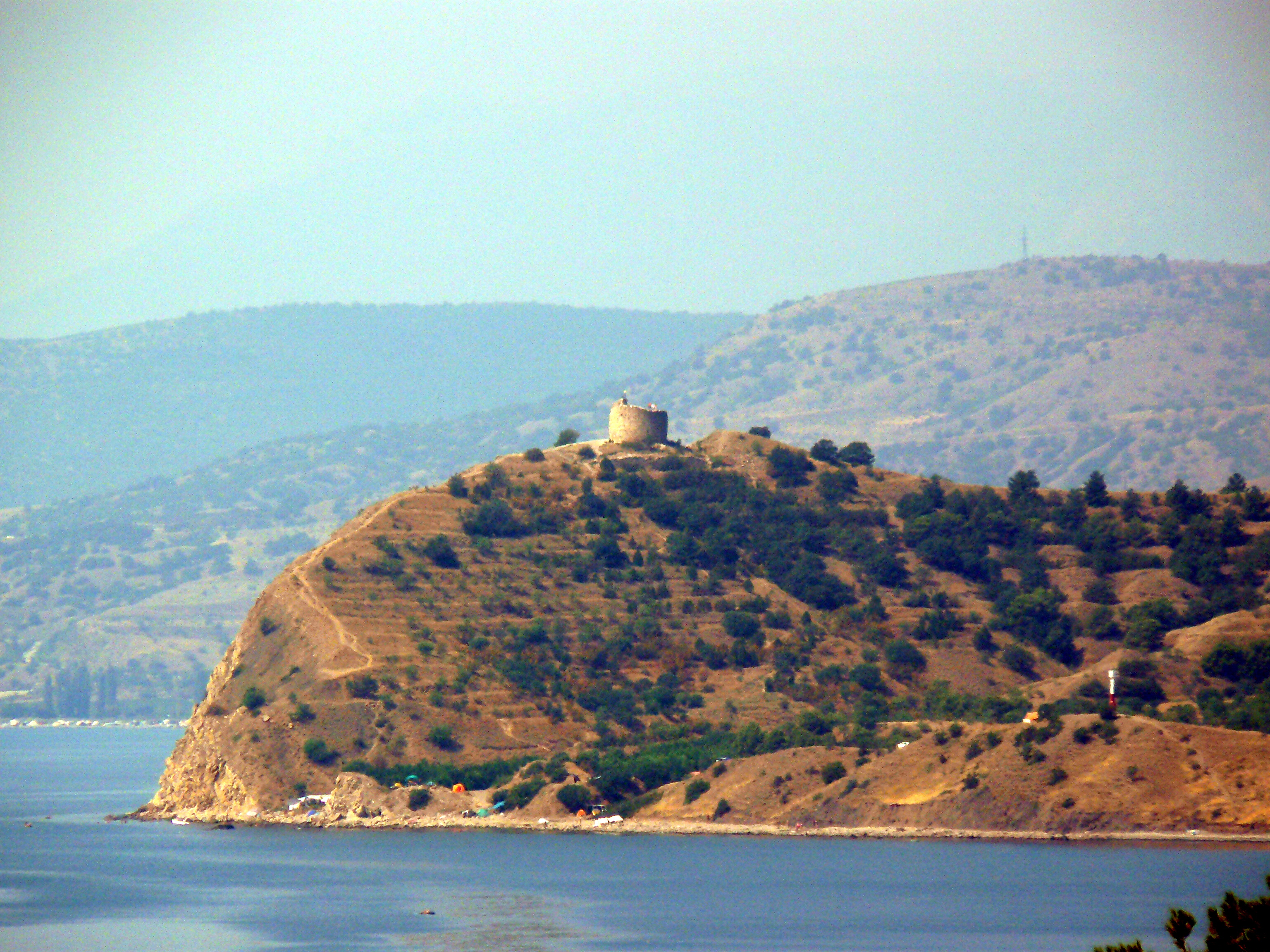
Вигляд на мисі Агіра
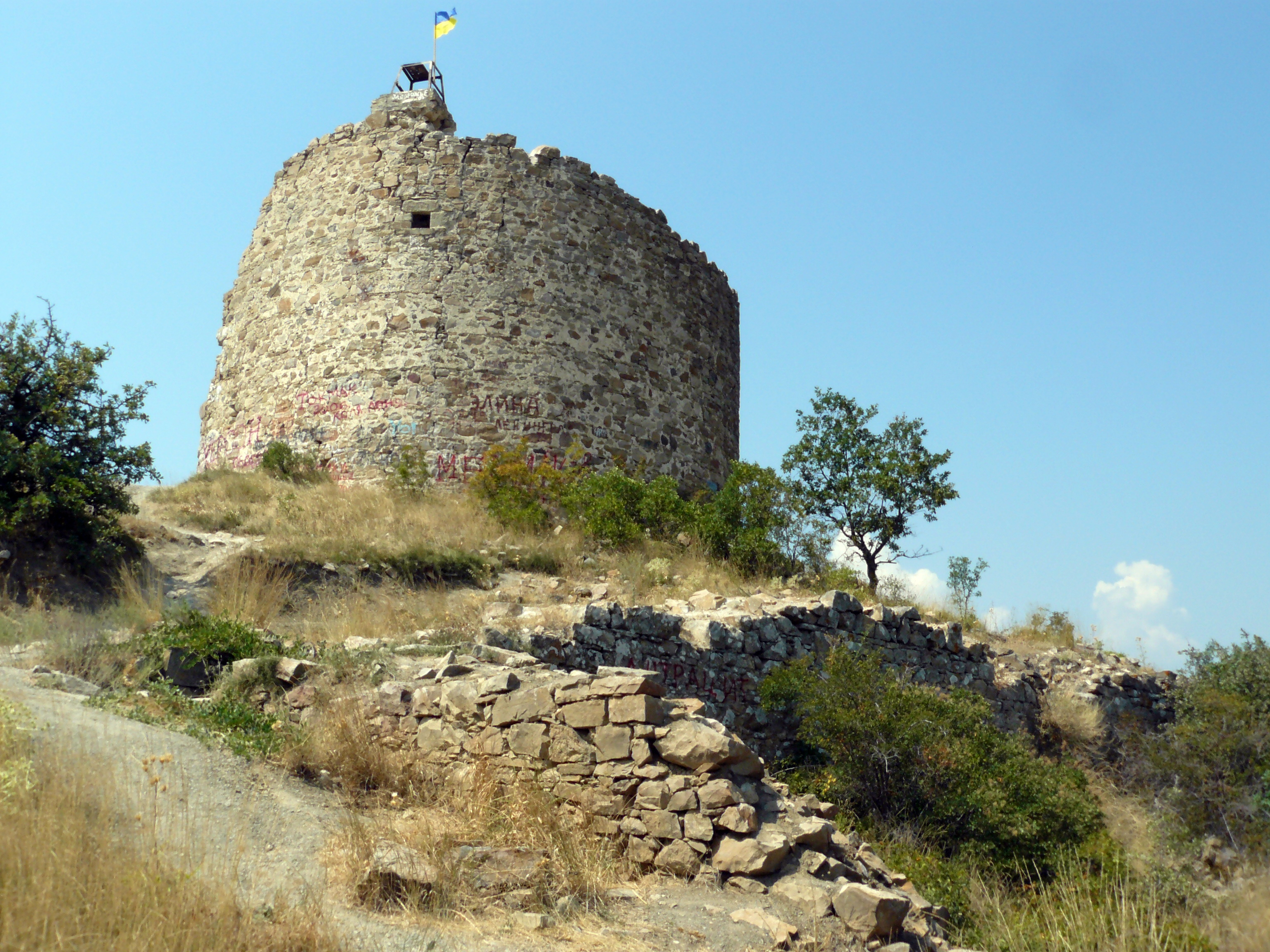
Башта Чобан-Куле та руїни укріплень
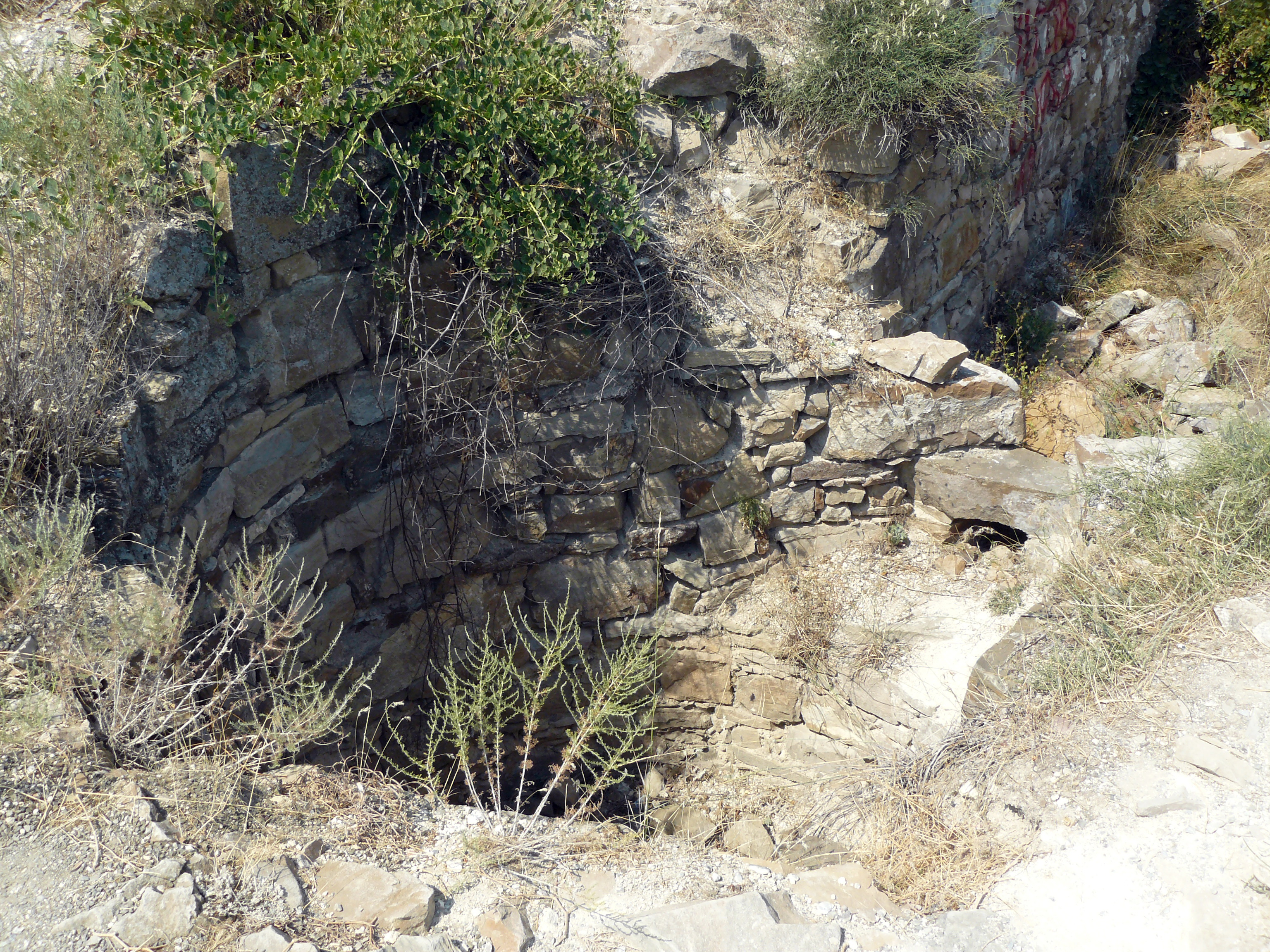
Руїни укріплень біля замку Чобан-Куле